# الژبیه‌تا کنپینسکا
الژبیه‌تا کنپینسکا (لهستانی: Elżbieta Kępińska؛ زادهٔ ۵ آوریل ۱۹۳۷) بازیگر اهل لهستان است.

از فیلم‌ها یا برنامه‌های تلویزیونی که وی در آن نقش داشته‌است، می‌توان به عملیات سنبل، سامسون و همه‌چیز برای فروش اشاره کرد.